# Armande Navarre
Pour les articles homonymes, voir Navarre.
Armande Navarre est une actrice française, née Monique Beaurepaire le 31 mai 1930 à Neuilly-sur-Seine et morte le 8 février 2020 à Garches.
Elle est la sœur du peintre et décorateur de théâtre André Beaurepaire.
Elle s'est rendue célèbre par son rôle-titre dans le feuilleton La Prunelle.

## Biographie
Sur les planches de Paris, Armande Navarre joue en 1955 à la Comédie Caumartin dans Un monsieur qui attend et en 1958 au Théâtre de la Madeleine dans La Folie de Louis Ducreux, avec Claude Dauphin, Élina Labourdette et Nicole Berger. En 1959, elle est Cruche dans Les Bâtisseurs d'empire de Boris Vian, avec la toute jeune Dany Saval, dans une mise en scène de Jean Négroni au Théâtre Récamier.
Sa carrière au cinéma commence en 1955 avec le rôle du mannequin Arlette chez Georges Lampin dans Rencontre à Paris, suivi par son rôle de la jeune Esther dans L'Homme à l'imperméable de Julien Duvivier. Sosie de Martine Carol, elle a joué la jeune habilleuse Pivoine, dans le policier Nathalie (1957).
Son premier grand rôle principal au cinéma, Armande Navarre le trouve en 1959 avec François Périer et Micheline Presle dans Bobosse d'Étienne Périer. Elle tourne beaucoup, entre autres avec Jean Gabin dans Maigret et l'Affaire Saint-Fiacre (Myriam, l'amie de Robert Hirsch) ou avec Darry Cowl dans Le Petit Prof dans le rôle de Tosca, la fille de Rosy Varte. Dans le segment Tu ne déroberas point dans Le Diable et les Dix Commandements, elle incarnait la fiancée de Jean-Claude Brialy.
Après ces débuts prometteurs, Armande Navarre tourne beaucoup pour la télévision. En 1967, elle a joué son plus grand rôle dans le feuilleton La Prunelle, une danseuse qui se transforme en détective. Claude Jade, qui a joué le rôle de sa copine et nièce Rosette, écrit dans son livre Baisers envolés : « Le rôle-titre est tenue par une comédienne qui a le double de mon âge, Armande Navarre. Elle est vive, bien faite, assez gouailleuse et gentille, c'est manifestement une ancienne brune aux cheveux très blonds, avec le petit nez 'spirituel' qu'on a connu à beaucoup d'actrices dans les années soixante. »
Après cette série, tournée en 1967 et diffusée en 1968, elle a disparu des écrans.
En 1970, elle joue dans Herminie de Claude Magnier.

## Théâtre
(liste sélective)
- 1954 : La Roulotte de Michel Duran, mise en scène Alfred Pasquali, théâtre Michel
- 1955 : Un monsieur qui attend d'Emlyn Williams, mise en scène Pierre Dux, Comédie-Caumartin
- 1957 : La Visite de la vieille dame de Friedrich Dürrenmatt, mise en scène Jean-Pierre Grenier, théâtre Marigny
- 1957 : Le mari ne compte pas de Roger-Ferdinand, mise en scène Jacques Morel, théâtre Édouard VII
- 1957 : Le Monsieur qui a perdu ses clefs de Michel Perrin, mise en scène Raymond Gérôme, théâtre Édouard VII
- 1958 : Madame Avril de Fernand Nozière, mise en scène Jacques Charon, théâtre Michel
- 1959 : La Folie de et mise en scène Louis Ducreux, théâtre de la Madeleine
- 1959 : Les Bâtisseurs d'empire de Boris Vian, mise en scène Jean Négroni, théâtre Récamier

## Filmographie
(liste sélective)
- 1955: Rencontre à Paris
- 1956: L'Homme à l'imperméable
- 1957: Nathalie
- 1958: Bobosse
- 1959: Le Petit Prof
- 1959: Maigret et l'Affaire Saint-Fiacre
- 1960: Les leçons de choses du professeur Hussenot : La beauté du geste (téléfilm)
- 1962: Le Diable et les Dix Commandements (segment  Tu ne déroberas point)
- 1963: Le Chevalier de Maison-Rouge (feuilleton)
- 1964: Monsieur Codomat (téléfilm)
- 1964: L'école de la médisance (téléfilm)
- 1965: Monsieur Un (téléfilm)
- 1966: Le chemin des toits  (téléfilm)
- 1966: Le fil de la vérité (téléfilm)
- 1967: Les voyageurs de l'espace (téléfilm)
- 1967: La Prunelle (feuilleton)